# Luogufengita
La luogufengita és un mineral de la classe dels òxids.

## Característiques
La luogufengita és un òxid de fórmula química Fe₂O₃. Va ser aprovada com a espècie vàlida per l'Associació Mineralògica Internacional l'any 2016. Cristal·litza en el sistema ortoròmbic. És un mineral polimorf de la maghemita i de l'hematites.

## Formació i jaciments
Va ser descoberta al complex volcànic de Menan, a l'àrea de Rexburg del comtat de Madison, Idaho (Estats Units). Es tracta de l'únic indret on ha estat trobada aquesta espècie, sent a més el primer mineral descobert en aquesta localitat.